# Nașul stresat
Nașul stresat (titlu original: Analyze That) este un film american din 2002 regizat de Harold Ramis. În rolurile principale joacă actorii Robert De Niro, Billy Crystal, Lisa Kudrow, Joe Viterelli și Cathy Moriarty-Gentile. Este o continuare a filmului Cu nașu' la psihiatru din 1999.

## Distribuție
- Robert De Niro ca Paul Vitti
- Billy Crystal ca Dr. Ben Sobel M.D.
- Joe Viterelli ca Jelly (ultimul său rol de film)
- Lisa Kudrow ca Laura Sobel
- Cathy Moriarty-Gentile ca Patti LoPresti
- Anthony LaPaglia ca Anthony Bella (nemenționat)
- Frank Gio ca  Lou "The Wrench" Rigazzi
- Reg Rogers ca Raoul Berman
- Joey Diaz ca Ducks
- Kyle Sabihy ca Michael
- Pat Cooper ca Sal Masiello
- Thomas Rosales, Jr. - Coyote
- Demetri Martin ca asistent personal
- Gina Lynn ca stripteuză[1]